# Saalau

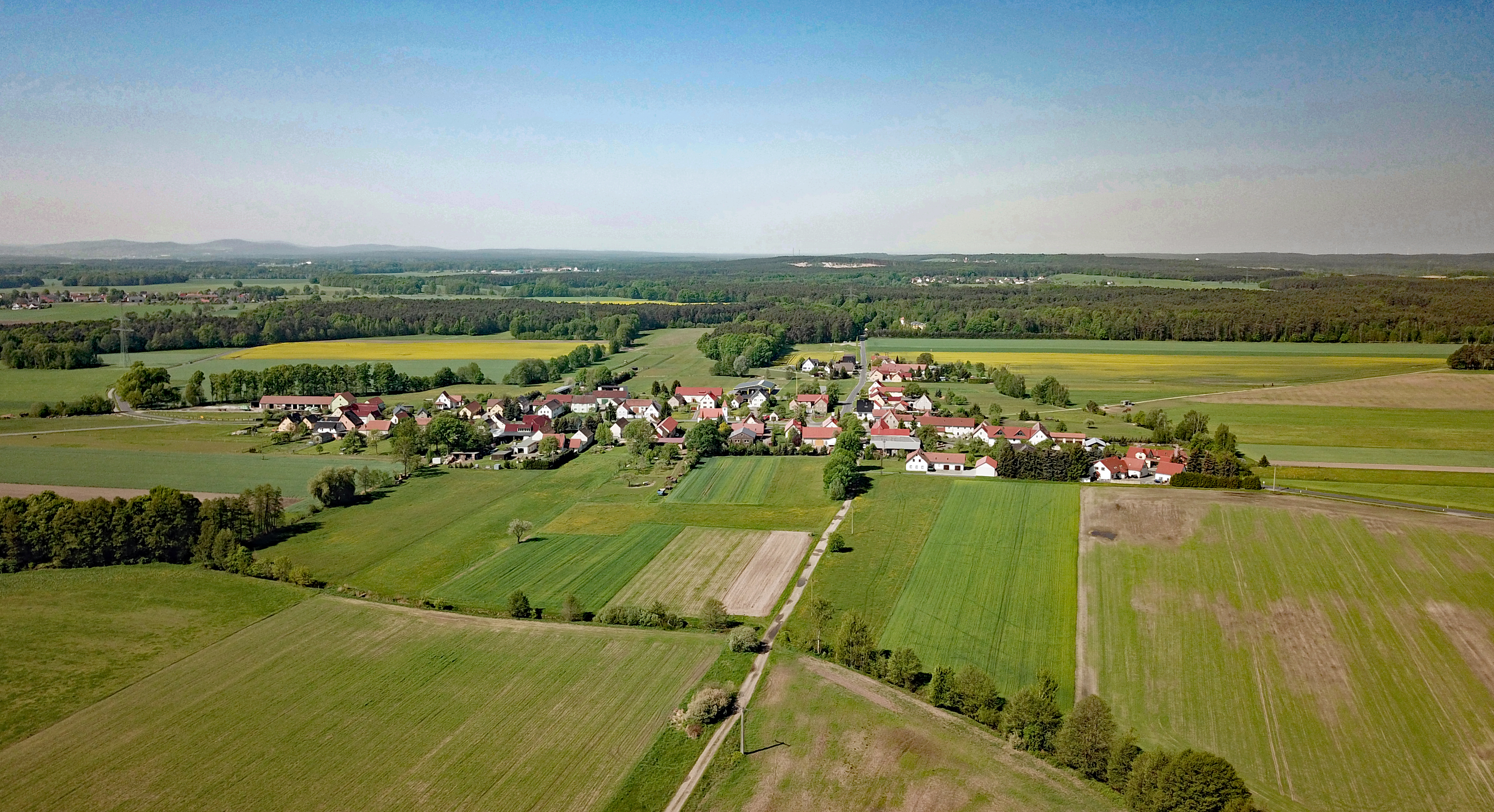
Luftbild

Saalau, obersorbisch Salowⓘ, ist ein Ort im Norden des Landkreises Bautzen in Ostsachsen und gehört seit 1994 zur Stadt Wittichenau. Der Ort liegt in der Oberlausitzer Heide- und Teichlandschaft und zählt zum sorbischen Siedlungsgebiet.

## Geografie
Saalau befindet sich etwa 25 Kilometer nordwestlich der Großen Kreisstadt Bautzen und neun Kilometer südlich von Hoyerswerda. Die Stadt Wittichenau ist drei Kilometer entfernt. Südlich des Ortes verläuft die Schwarze Elster; hier befindet sich auch die Saalauer Mühle.
Die nähere Umgebung von Saalau wird landwirtschaftlich genutzt; im Nordwesten beginnt jedoch ein ausgedehntes Waldgebiet, welches sich durchgehend über zehn Kilometer bis kurz vor Lauta und Schwarzkollm erstreckt. Einen Teil dieses Gebietes bildet das Dubringer Moor, eines der größten Naturschutzgebiete Sachsens.
Saalau ist ein typisches Straßenangerdorf, wobei der noch immer deutlich erkennbare Anger bis heute die Dorfmitte bildet. Die Nachbarorte sind Wittichenau im Norden, Hoske im Osten, Kotten im Südosten, Sollschwitz im Südwesten und Liebegast (Gemeinde Oßling) im Westen.

## Geschichte
Der Ort wurde erstmals 1264 als Zalowe urkundlich erwähnt. Weitere verzeichnete Namensformen sind Czalow (1374), Salaw (1436) und Sallaw (1600). Zusammen mit dem benachbarten Sollschwitz wurde Saalau damals für 120 Mark vom Panschwitzer Kloster St. Marienstern erworben. Saalau zählt zum historischen Niederland (Delany) der Klosterpflege.
1429 wurde das Dorf durch die Hussiten nahezu komplett zerstört.
Seit 1541 ist der Ort Durchgangspunkt des traditionell katholisch-sorbischen Osterreitens belegt, wobei Saalau an der Strecke der Prozession von Ralbitz nach Wittichenau liegt. Dieses Osterreiten wurde als solches 1490 erstmals urkundlich erwähnt. Dabei reiten festlich gekleidete Männer auf geschmückten Pferden nach Wittichenau und von dort aus in die Partnergemeinde Ralbitz und verkünden laut singend und betend die Auferstehung Christi.
Mit dem Wiener Kongress 1815 wurde die preußisch-sächsische Grenze neu verlegt. Saalau gehörte von nun an zum Königreich Preußen, was sich vor allem auf die Wirtschaftsbeziehungen zu den südlichen Nachbarorten (in Sachsen) auswirkte. Die Grenze selbst verlief etwa zwei Kilometer von Saalau entfernt. Der Ort gehörte zum 1825 gebildeten Landkreis Hoyerswerda. Von 1996 bis 2008 wechselte die Gemeinde zum Landkreis Kamenz und seitdem, wie schon im 18. Jahrhundert, wieder im Landkreis Bautzen.
Seit Mitte des 19. Jahrhunderts hat Saalau eine eigene Ziegelei. Der 1884 in der eigenen Ziegelei installierte Generator versorgte das ganze Dorf mit elektrischem Strom.
Bis zum 1. Juli 1950 war Saalau eine eigenständige Landgemeinde; dann wurde es zunächst nach Kotten eingemeindet und am 1. Januar 1994 als Ortsteil von Kotten nach Wittichenau umgegliedert.

## Bevölkerung

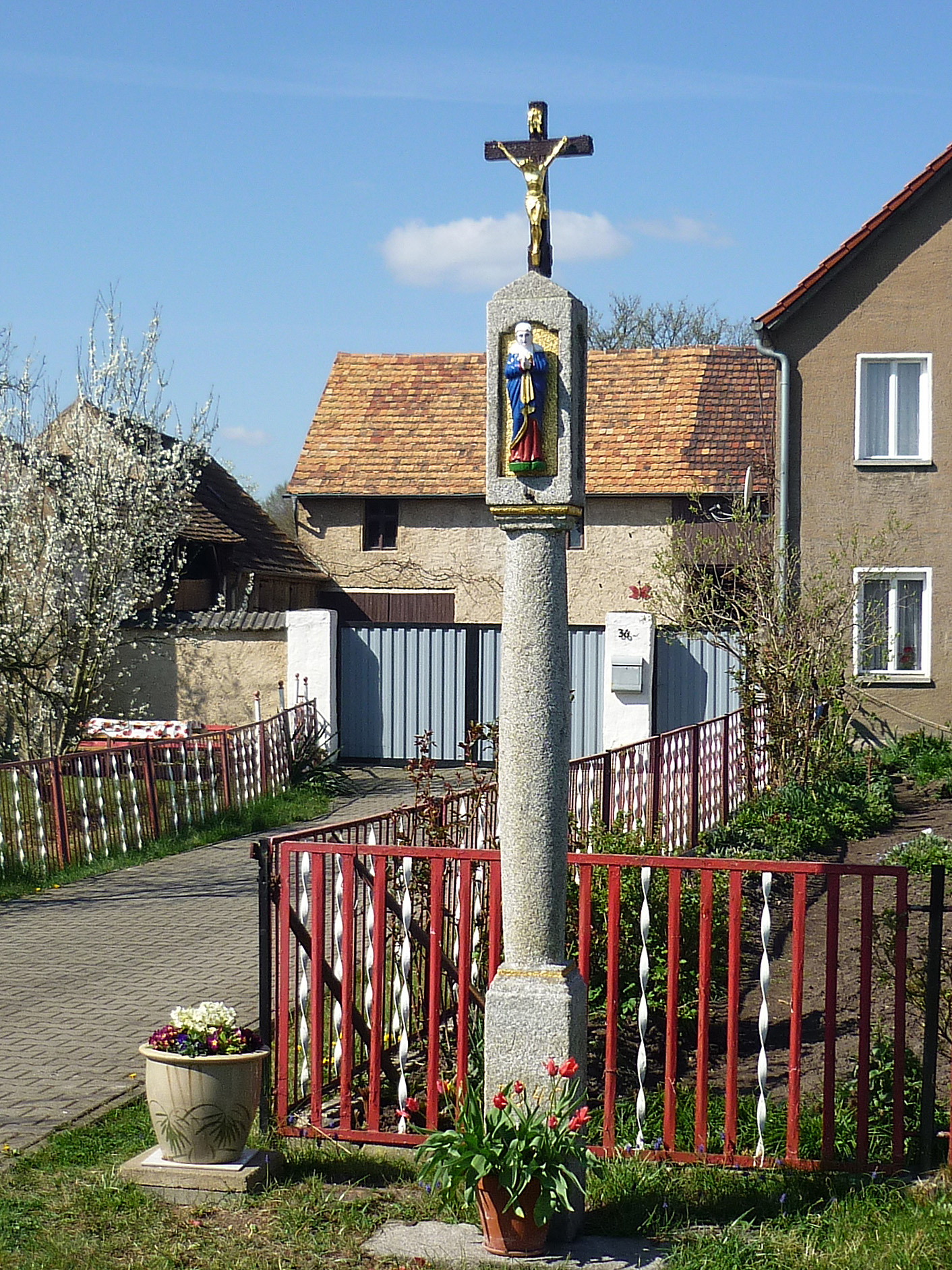
Bildstock in Saalau

Gegründet wurde der Ort vermutlich durch Siedler aus der Saalegegend. Die Zuwanderer, die dort dem deutschen Druck nach Osten weichen mussten, waren Sorben. Diese Tatsache erklärt, dass Saalau bis jetzt mehrheitlich sorbische Bewohner hat.
Für seine Statistik über die sorbische Bevölkerung in der Oberlausitz ermittelte Arnošt Muka in den achtziger Jahren des 19. Jahrhunderts eine Bevölkerungszahl von 129 Einwohnern; davon waren ausnahmslos alle Sorben. Ernst Tschernik zählte 1956 in der Gemeinde Kotten, zu der Saalau mittlerweile gehörte, noch einen sorbischsprachigen Anteil von 61,4 % der Bevölkerung. Bis heute wird im Ort auch Sorbisch gesprochen.
Die Bevölkerungszahl stieg bis Mitte des 20. Jahrhunderts langsam bis auf etwa 150 Einwohner an. Kurz vor der politischen Wende hatte Saalau dann zeitweise über 200 Einwohner; heute sind es etwas weniger.
Saalau ist traditionell katholisch geprägt und gehört mindestens seit dem 16. Jahrhundert zur Pfarrgemeinde St. Mariä Himmelfahrt Wittichenau. Der evangelische Teil ist ebenfalls nach Wittichenau gepfarrt.
Das Gros der Dorfbewohner ist in dem lokalen Jugendverein Katholische Landjugend Saalau e. V., der Freiwilligen Feuerwehr oder der Seniorengruppe organisiert.

## Ort
Mittelpunkt des Dorfes ist die Kapelle. Saalau verfügt über einen Sportplatz, ein von der Stadt Wittichenau gestelltes Kulturhaus, einen Kinderspielplatz, einige Teiche und eine Mühle.
Der jetzige Bau der Kapelle wurde 1953 errichtet. Vom 16 Meter hohen Turm ruft das vermutlich bistumsälteste Glöckchen zur Andacht. Sie stammt aus dem 14. Jahrhundert und  diente ursprünglich der Gemeinde in der Wittichenauer Pfarrkirche. Seit Mitte 2010 ist eine Automatik installiert, diese läutet täglich um 12 und 18 Uhr. Dass die Kapelle einen viel älteren Vorgängerbau hatte, wird durch die in der Kapelle bewahrte Marienstatue deutlich, die aus dem 17. Jahrhundert stammt und bei Prozessionen von Mädchen in Tracht (Družki) von Saalau nach Rosenthal getragen wurde.

## Besonderheiten
Saalau/Salow spielt in der sorbischen Erzählkultur eine ähnliche Rolle wie Schilda und die Schildbürger in der deutschen. Auch die lustigen Anekdoten, welche den Saalauern zugeschrieben werden, ähneln stark einzelnen Schildbürger-Streichen. Jurij Brězan hat diese Tradition in seinem Roman Die Leute von Salow aufgegriffen und daraus die fiktive Historie eines typischen sorbischen Dorfes in der nördlichen Oberlausitz geformt.

## Wirtschaft und Infrastruktur
Saalau ist der Sitz der Energieversorgung Schwarze Elster GmbH, die im Umkreis von mehr als 15 Kilometern ein Erdgasnetz betreibt.

## Traditionen und Bräuche
Sorbische Bräuche bestimmen bis heute das Dorfleben. Dazu zählen das Zampern im Ort selbst genau so wie die Teilnahme an den Faschingsumzügen in der Karnevalshochburg Wittichenau.
Am Ostersonntag nimmt ein großer Teil der Saalauer Männer am Osterreiten teil.
Mit dem Hexenbrennen wird am 30. April symbolisch der Winter vertrieben. Dieser Brauch ist besonders bei den Kindern beliebt, welche den ganzen April Holzverschnitte sammeln.
Bevor der Haufen jedoch entflammt wird, wird ein Maibaum gezimmert, mit frischem Grün und bunten Bändern geschmückt und von den Männern des Ortes aufgestellt. Dies ist ein altes Ritual, welches  Gesundheit und Fruchtbarkeit auf die Bewohner übertragen soll. Gegen Ende Mai findet dann das Maibaumwerfen statt. Bei diesem Fest führt die Jugend ein sorbischen Tanzprogramm vor. Danach wird der Baum zu Fall gebracht. Die jungen Männer rennen zum Wipfel, wer ihn als erster erreicht, wird zum Maikönig gekürt und darf sich aus den anwesenden Mädchen seine Königin auswählen.
Zur Tradition hat sich auch die alljährliche Mückendisco entwickelt, welche von dem ansässigen Jugendverein „Katholischen Landjugend Saalau e. V.“ veranstaltet wird.